# Octavian Cojan
Octavian Cojan (n. 26 noiembrie 1936 – d. 30 decembrie 2020) a fost un om de afaceri și promotor cultural român, stabilit la Chicago, Illinois, SUA.
A fost recunoscut în comunitatea de români din SUA pentru funcția de președinte al organizației Illinois Romanian American Community.

## Premii
- Ordinul “Meritul Cultural” în grad de Ofițer
- Honorary Cook County Deputy Treasurer, Chicago
- Placheta de Onoare pentru meritele și rezultatele deosebite ale activității organizației și pentru contribuția importantă la promovarea valorilor culturale și spirituale românești în Statele Unite ale Americii, Consulatul General al României la Chicago.

## Interviuri
Octavian Cojan despre Regele Mihai si vizita la Chicago in 1991, YouTube